# Anenská Studánka
Anenská Studánka är en ort i Tjeckien.   Den ligger i regionen Pardubice, i den östra delen av landet, 150 km öster om huvudstaden Prag. Anenská Studánka ligger 507 meter över havet och antalet invånare är 188.
Terrängen runt Anenská Studánka är kuperad västerut, men österut är den platt. Runt Anenská Studánka är det ganska tätbefolkat, med 78 invånare per kvadratkilometer. Närmaste större samhälle är Svitavy, 11,6 km söder om Anenská Studánka. Trakten runt Anenská Studánka består till största delen av jordbruksmark.